# Ján Pásztor

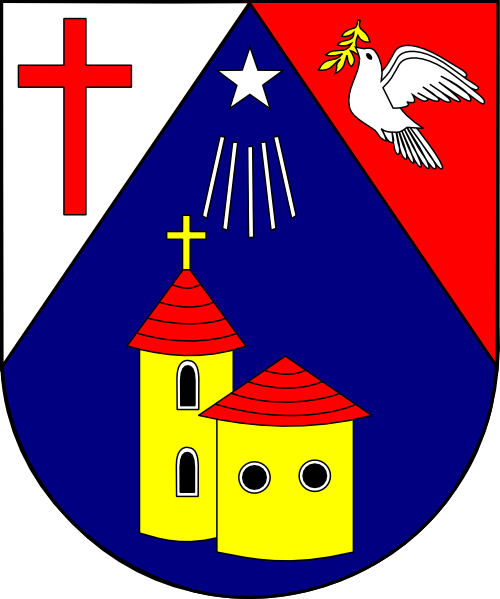
Osobní erbovní štít biskupa Jána Pásztora.

Ján Pásztor (27. ledna 1912, Prievidza – 8. listopadu 1988) byl biskupem nitranské římskokatolické diecéze.

## Život
Ján Pásztor byl vysvěcený na kněze 30. září 1934. Papež Pavel VI. ho jmenoval nitranským biskupem 19. února 1973, jako jednoho ze tří slovenských katolických biskupů, kteří byli roku 1973, po téměř čtvrtstoletí trvající odmlce, jmenovaní a vysvěcení se souhlasem tehdejší státní moci. Před tímto jmenováním byl už pět let (od roku 1968) kapitulním vikářem nitranské diecéze.
Ján Pásztor se stal biskupem v čase, kdy Slovensko zůstalo po smrti rožňavského biskupa Róberta Pobožného v červnu 1972 bez jediného oficiálně působícího římskokatolického biskupa (na Slovensku mohl v té době působit jen řeckokatolický světící biskup Vasiľ Hopko), třebaže například v sousedním Maďarsku tehdy působilo až 21 katolických biskupů. Vztahy mezi Československem a Vatikánem byly od 60. let postupně uvolňovány (v 50. letech byly zcela omezeny), první relevantní výsledky byly však až v 70. letech. Jednou z nejpodstatnějších částí rokování byla otázka obsazení biskupských stolců. Na Slovensku se poslední oficiální jmenování a vysvěcení biskupů uskutečnilo v roce 1949, krátce před přijetím tzv. církevních zákonů. Ty vyžadovaly předběžný státní souhlas se jmenováním do jakékoliv duchovní funkce, tedy i biskupa. Další vysvěcení biskupů se proto činila jen tajně a tito biskupové většinou skončili ve vězení nebo v emigraci.
Československo-vatikánské rokování o jmenování biskupů dlouho nepřinášelo konkrétní výsledky. Až v roce 1973 se dosáhlo kompromisní dohody. Vatikán navrhl jmenovat biskupem Júlia Gábriše a Jána Pásztora, stát Jozefa Ferance a Josefa Vranu pro Olomouckou arcidiecézi. V únoru 1973 papež Pavel VI. jmenoval a 3. března 1973 Agostino kardinál Casaroli vysvětil v Nitře tři nové slovenské biskupy. Ján Pásztor se stal biskupem v Nitře, Július Gábriš v Trnavě a Jozef Feranec v Banské Bystrici.